# 1877 en sport
Cet article présente les faits marquants de l'année 1877 en sport.

## Athlétisme
- 2e édition du championnat britannique de cross-country à Roehampton. Percy Stenning s’impose en individuel ; Thames Hare et Hounds enlève le titre par équipe.
- 2e édition des championnats d'athlétisme des États-Unis.
  - Le Canadien Charles McIvor remporte le 100 yards.
  - Edward Merritt le 440 yards ; Romulus Colgate le 880 yards.
  - Richard Morgan le mile ; Edwards Ficken le 120 yards haies et le saut en hauteur (1,62 m).
  - George McNichol le saut à la perche (2,92 m).
  - William Livingston le saut en longueur (5,72 m).
  - Henry Buermeyer le lancer du poids (11,32 m).
  - George Parmly le lancer du marteau (25,60 m).

## Aviron
- 24 mars : The Boat Race entre les équipes universitaires d'Oxford et de Cambridge. Cambridge et Oxford terminent à égalité[1].
- 30 juin : régate universitaire entre Harvard et Yale. Harvard s'impose[2].

## Badminton
- Fondation du club anglais de Bath Badminton Club. Rédaction des premiers règlements de badminton.

## Baseball
- 2 octobre : première édition du championnat de baseball de l’International Association (États-Unis/Canada). Les Canadiens de London Temcumsehs s’imposent avec 14 victoires et 4 défaites.
- 2e édition aux États-Unis du championnat de baseball de la Ligue nationale. Les Boston Red Caps s’imposent avec 42 victoires et 18 défaites. Louisville est convaincu de tricherie ; certains joueurs ont touché de l’argent de parieurs pour perdre les matches. Les joueurs impliqués sont radiés à vie.

## Cricket
- 15/19 mars : l’Équipe d'Australie de cricket s’impose face à l’Équipe d'Angleterre de cricket à Melbourne par 45 runs dans le premier test-match de l'histoire du cricket.
- 31 mars/4 avril : l’Angleterre s’impose face à l’Australie à Melbourne par 4 wickets dans le second test-match de l'histoire du cricket.
- Le Gloucestershire County Cricket Club est sacré champion de cricket en Angleterre[3].

## Football
- 3 mars : à Londres (Kennington Oval), l'Écosse s'impose 1-3 face à l'Angleterre. 2 000 spectateurs.
- 5 mars : à Wrexham (Acton Park), l'Écosse s'impose 0-2 face au Pays de Galles. 4 000 spectateurs.
- 17 mars : à Glasgow (Hampden Park), finale de la 4e édition de la Coupe d'Écosse. Vale of Leven et Rangers, 1-1. Finale à rejouer. 8 000 spectateurs.
- 24 mars : finale de la 6e FA Challenge Cup (37 inscrits). Wanderers 2, Oxford University 1. 3 000 spectateurs au Kennington Oval. Les Wanderers s'imposent au terme de la prolongation grâce à un but décisif de Lindsay.
- 7 avril : à Glasgow (Hampden Park), finale de la 4e édition de la Coupe d'Écosse. Vale of Leven et Rangers, 1-1. Finale à rejouer. 15 000 spectateurs.
- 13 avril : à Glasgow (Hampden Park), finale de la 4e édition de la Coupe d'Écosse. Vale of Leven bat les Rangers, 3-2. 12 000 spectateurs.
- Des élèves de la Saint-Luke’s School fondent le club de football anglais de Wolverhampton Wanderers.

## Football américain
- Princeton est champion universitaire.

## Football australien
- Fondation en Australie de la Victorian Football League. Carlton Football Club remporte le premier championnat organisé par la VFL.

## Golf
- 6 avril : Jamie Anderson remporte l'Open britannique à Musselburgh Links[4].

## Joute nautique
- Martin (dit lou Gauche) remporte le Grand Prix de la Saint-Louis à Cette[5].

## Polo
- Fondation du premier club de polo aux États-Unis : Wetchester Club.
- Premier match officiel de polo en Argentine.

## Rugby à XV
- 5 février : l’Angleterre bat l’Irlande à Londres.
- 5 mars : l’Angleterre bat l’Écosse à Édimbourg.
- Des Britanniques résidant à Paris fondent le premier club français de rugby : The English Taylors.

## Sport hippique
- Angleterre : Silvio gagne le Derby d'Epsom[6].
- Angleterre : Austerlitz gagne le Grand National[7].
- Irlande : Redskin gagne le Derby d'Irlande[8].
- France : Jongleur gagne le Prix du Jockey Club[9].
- France : La Jonchère gagne le Prix de Diane[10].
- Australie : Chester gagne la Melbourne Cup[11].
- États-Unis : Baden Baden gagne le Kentucky Derby[12].
- États-Unis : Cloverbrook gagne la Belmont Stakes[13].

## Tennis
- 19 juillet : finale de la première édition du Tournoi de Wimbledon devant 200 spectateurs. L’Anglais Spencer Gore s’impose en simple hommes (24 participants). À l’occasion de ce tournoi, les règles du sphairistike de Wingfield sont modifiées par les organisateurs qui deviennent, de fait, et pendant une décennie, la seule autorité en matière de tennis.

## Naissances
- 4 janvier : Otto Herschmann, nageur et sabreur autrichien. († 14 juin 1942).
- 12 février : Louis Renault, pilote de courses automobile et industriel français. († 24 octobre 1944).
- 25 février : John Robertson, footballeur puis entraîneur écossais. († 24 janvier 1935).
- 7 mars : Thorvald Ellegaard, cycliste sur piste norvégien. († 27 avril 1954).
- 10 mars : Émile Sarrade, joueur de rugby à XV et tireur à la corde français. († 14 octobre 1953).
- 11 mars : 
  - Charles Foweraker, entraîneur de football gallois. († ? juillet 1950).
  - Paddy Moran, hockeyeur sur glace canadien. († 14 janvier 1966).
- 15 mars : Malcolm Whitman, joueur de tennis américain. († 28 décembre 1932).
- 21 mars : Maurice Farman, pilote de courses automobile français. († 25 février 1964).
- 26 mars : Charles Jarrott, pilote de courses automobile britannique. († 4 janvier 1944).
- 27 mars : Oscar Grégoire, poloïste et nageur belge. († ? 1947).
- 28 mars : Ted Ray, golfeur britannique. († 26 août 1943).
- 3 avril : Alphonse Decuyper, joueur de water-polo français. († 7 juin 1937).
- 12 avril : George Gillett, joueur de rugby à XV néo-zélandais. († 12 septembre 1956).
- 13 avril : Christian Lautenschlager, pilote de courses automobile allemand. († 3 janvier 1954).
- 16 avril : Enrico Canfari, footballeur puis dirigeant sportif italien. († 22 octobre 1915).
- 27 avril : Andy Aitken, footballeur écossais. († 15 février 1955).
- 30 avril : Léon Flameng, cycliste sur piste français. († 2 janvier 1917).
- 13 mai : Robert Hamilton, footballeur écossais. († ? mai 1948).
- 20 mai : Patrick Leahy, athlète de sauts américain. († 29 décembre 1927).
- 5 juin : Jack Broderick, joueur de crosse canadien. († 12 juillet 1957).
- 7 juin : Roelof Klein, rameur néerlandais. († 13 février 1960).
- 6 juillet : Arnaud Massy, golfeur français. († 16 avril 1950).
- 15 juillet : Henri Cissac, cycliste sur piste, pilote de courses automobile et de vitesse moto français. († 7 juillet 1908).
- 23 juillet : Alessandro Pirzio Biroli, épéiste et sabreur italien. († 20 mai 1962).
- 7 août : Ulrich Salchow, patineur artistique messieurs suédois. († 19 avril 1949).
- 11 août : Aloïs Catteau, cycliste sur route belge. († 1er novembre 1939).
- 17 août : Ralph McKittrick, golfeur et joueur de tennis américain. († 4 mai 1923).
- 18 août : Jimmy Michael, cycliste sur piste britannique. († 21 novembre 1904).
- 27 août : Charles Rolls, pilote de courses automobile britannique. Cofondateur de la marque automobile Rolls-Royce. († 12 juillet 1910).
- 22 septembre : Francis Fisher, joueur de tennis australien. († 24 juillet 1960).
- 23 septembre : Léon Sée, épéiste français. († 20 mars 1960).
- 7 octobre : Gustave Pasquier, cycliste sur route français. († 6 avril 1965).
- 19 octobre : Joanni Perronet, fleurettiste français. († 1er avril 1950).
- 2 novembre : Victor Trumper joueur de cricket australien. († 28 juin 1915).
- 14 novembre : 
  - Norman Brookes, joueur de tennis australien. († 28 septembre 1968).
  - Émile Gontier, athlète de lancers de poids français. († ? 1947).
- 15 novembre : Dimítrios Golémis, athlète de demi-fond grec. († 9 janvier 1941).
- 22 novembre : Hans Gamper, footballeur puis dirigeant de football suisse. Fondateur du FC Barcelone et du FC Zurich. († († 30 juillet 1930).
- 23 novembre : George Stovall, joueur de baseball américain. († 5 novembre 1951).
- 5 décembre : Alessandro Anzani, cycliste sur route puis pilote de moto français. († 23 juillet 1956).
- 7 décembre : Walter Abbott, footballeur anglais. († 1er février 1941).
- 25 décembre : Harry Trihey, hockeyeur sur glace canadien. († 9 décembre 1942).
- ? : Lluís d'Ossó, footballeur et dirigeant sportif espagnol. († 1er février 1931).
- ? : Kharílaos Vasilákos, athlète de fond grec. (° 1er décembre 1964).